# 埃普特河畔圣克莱尔条约

911至1050年间的诺曼底公国

埃普特河畔圣克莱尔条约（法語：Traité de Saint-Clair-sur-Epte）是法兰克国王查理三世与维京首领罗洛于911年秋签订的和约。从此法兰西西北部成为诺曼人的领地，即诺曼底地区。